# Onciale 0176
- Papyrus
- Onciale
- Minuscules
- Lectionnaire

Le Codex 0176, portant le numéro de référence 0176 (Gregory-Aland), est un manuscrit du Nouveau Testament sur parchemin écrit en écriture grecque onciale.

## Description
Le codex se compose d'une folio. Il est écrit en une colonne, de 22 lignes par colonne. Les dimensions du manuscrit sont 12 x 7 cm. Les paléographes datent ce manuscrit du IVe siècle ou Ve siècle,.
C'est un manuscrit contenant le texte incomplet de l'Épître aux Galates (3,16-25). 
Le texte du codex représenté est de type mixte. Kurt Aland le classe en Catégorie III. 
Lieu de conservation
Il est actuellement conservé à la Bibliothèque Laurentienne (PSI 251) de Florence.